# Tsugaru (manzana)
Tsugaru (en japonés: つがる) es el nombre de una variedad cultivar de manzano (Malus domestica). 
Un híbrido de manzana del cruce de 'Golden Delicious' x 'Jonathan'. Criado en 1930 en la "Estación Experimental de Manzanas de Aomori" Japón. Fue introducido en las redes comerciales en 1975. Las frutas tienen una pulpa firme y jugosa con un sabor suave y dulce. Tolera la zona de rusticidad delimitada por el departamento USDA, de nivel 5.

## Historia
'Tsugaru' es una variedad de manzana, híbrido del cruce de 'Golden Delicious' x 'Jonathan'. Desarrollado y criado a partir de Parental-Madre 'Golden Delicious' mediante una polinización por Parental-Padre con la variedad 'Jonathan' (a menudo aparece como 'Kougyoku', que es el nombre japonés del Jonathan). Criado en 1930 en la "Estación Experimental de Manzanas de Aomori" Japón. Fue introducido en las redes comerciales en 1975, y durante un tiempo 'Tsugaru' se situó como una de las manzanas más populares de Japón.
'Tsugaru' está cultivada en diversos bancos de germoplasma de cultivos vivos tales como en National Fruit Collection (Colección Nacional de Fruta) de Reino Unido con el número de accesión: 1981-115 y Nombre Accesión : Tsugaru.

## Progenie
'Tsugaru' es el Parental-Madre de la variedades cultivares de manzana:
- Meku

'Tsugaru' es el Parental-Padre de la variedades cultivares de manzana:
- Michinoku

## Características
'Tsugaru' árbol de extensión erguida, de vigor moderadamente vigoroso, portador de espuela. Tiene un tiempo de floración que comienza a partir del 2 de mayo con el 10% de floración, para el 4 de mayo tiene una floración completa (80%), y para el 11 de mayo tiene un 90% caída de pétalos.
'Tsugaru' tiene una talla de fruto mediano que tiende a ser grande; forma globoso cónica; con nervaduras débiles, y corona débil-medio; epidermis tiende a ser dura con color de fondo es amarillo blanquecino, con un sobre color naranja, importancia del sobre color medio-alto, y patrón del sobre color rayado, presentando rubor rojo en aproximadamente el 75 por ciento de la superficie y marcado con rayas más oscuras en la cara expuesta al sol, lenticelas de color claro son abundantes y ligeramente elevadas, dando a la superficie un tacto rugoso."russeting" (pardeamiento áspero superficial que presentan algunas variedades) bajo; cáliz de tamaño mediano y parcialmente abierto, ubicado en una cuenca algo profunda y estrecha; pedúnculo largo y delgado, colocado en una cavidad profunda y estrecha que está cubierta de un ligero "russeting" con rayos que se extienden sobre el hombro de la manzana; carne de color crema, pulpa firme, medianamente crujiente, de grano medio, con un sabor bastante dulce jugoso. Dependiendo de las condiciones de cultivo, el sabor puede ser algo suave. Tiende a dorarse cuando se expone al aire.
Su tiempo de recogida de cosecha se inicia a finales de octubre. Se mantiene bien durante cinco meses en cámara frigorífica.

## Usos
Una excelente manzana para comer en postre de mesa, y gracias a su textura firme y crujiente, también se pueden utilizar para hornear.

## Ploidismo
Diploide, auto estéril. Grupo de polinización: E, Día 16.